# 上蒙泰尼鄉
46°42′N 27°46′E / 46.700°N 27.767°E
上蒙泰尼鄉（羅馬尼亞語：Comuna Muntenii de Sus, Vaslui），是羅馬尼亞的鄉份，位於該國東北部，由瓦斯盧伊縣負責管轄，面積22平方公里，海拔高度103米，2007年人口3,909，人口密度每平方公里175人。